# Puschkinstraße 1 (Trebbin)
Das Gebäude Puschkinstraße 1 ist ein Baudenkmal in der Stadt Trebbin im Landkreis Teltow-Fläming im Land Brandenburg.

## Architektur und Geschichte
Das von 1893 bis 1894 errichtete Wohnhaus wurde vom Arzt Riebe beim Maurermeister Böhm in Auftrag gegeben. Es befindet sich hinter der Stadtkirche St. Marien. Das Wohnhaus ist massiv errichtet und hat eine verputzte Fassade. Es ist zweigeschossig, in sechs Achsen gegliedert und hat ein Satteldach. Zum denkmalgeschützten Ensemble gehört noch ein zweigeschossiges Stallgebäude mit acht Achsen und einem Pultdach. Im Jahre 2020 erfolgte die Sanierung des leerstehenden Wohnhauses und die Vermietungen der Wohnungen.

## Galerie

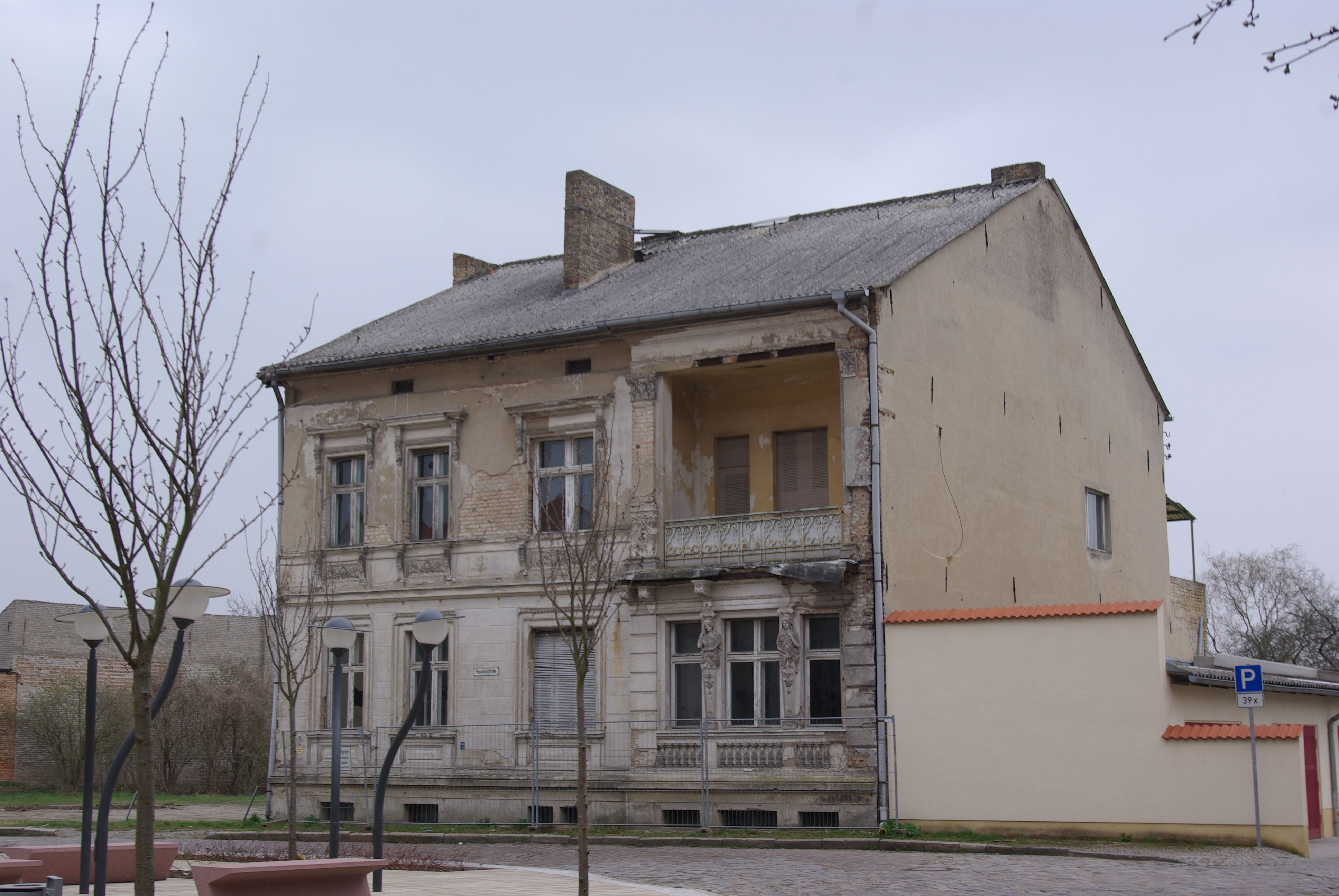
Zustand vor 2020
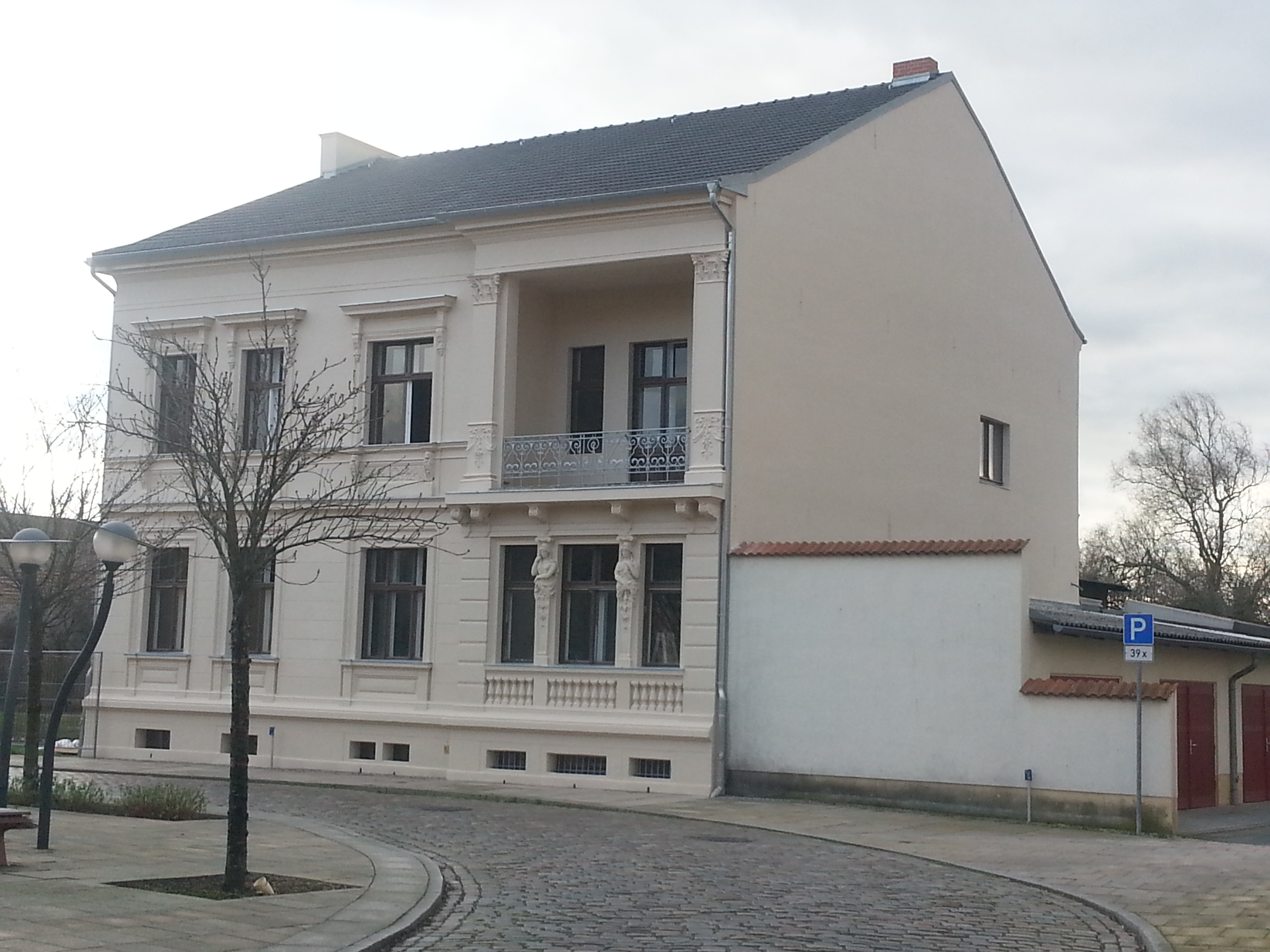
Denkmalgeschütztes Haus in Trebbin Puschkinstraße 1
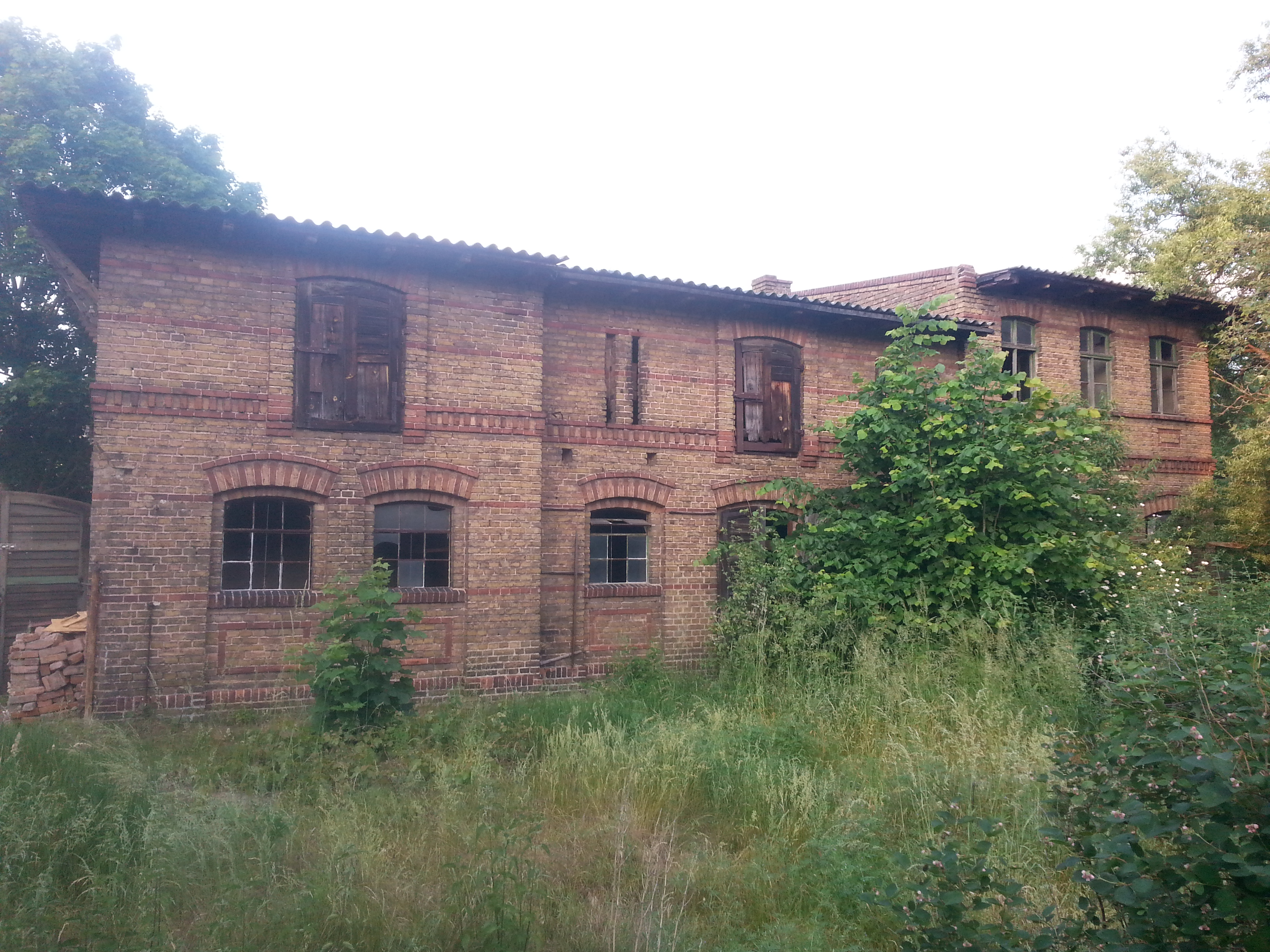
Stallgebäude in der Puschkinstraße 1